# مايك جونز (ممثل)
مايك جونز (بالإنجليزية: Michael Jones)‏ (و. 1944 – م) هو كاتب سيناريو، وممثل، من كندا.

## وصلات خارجية
- مايك جونز على موقع IMDb (الإنجليزية)
- مايك جونز على موقع قاعدة بيانات الفيلم (الإنجليزية)